# Исиоло (округ)
Исиоло — административный округ в бывшей кенийской восточной провинции. Его столица и наибольший город — Исиоло. Население округа — 268 002 человек. Площадь округа — 25 336,1 квадратных километров.